# Johny Placide
Pour les articles homonymes, voir Placide.
Johny Placide, né le 29 janvier 1988 à Montfermeil (Seine-Saint-Denis), est un footballeur international haïtien qui évolue au poste de gardien de but au SC Bastia.

## Biographie
Lors de la saison de 2009-2010 de Ligue 2, il devient titulaire à la place de Christophe Revault.
Il est nommé parmi les meilleurs gardiens de ligue 2 en 2011 lors des trophées UNFP.
Il participe à sa première compétition internationale en devenant le gardien de but de la sélection olympique d'Haïti en 2008. Il est appelé en équipe de France espoirs en février 2009. 
En avril 2009, il prolonge son contrat avec Le Havre AC, garantissant ainsi sa présence dans les buts havrais jusqu'en juin 2013. 
En novembre 2011, il honore sa première sélection en équipe d'Haïti face à l'Antigua-et-Barbuda dans le cadre des éliminatoires de la Coupe du monde 2014. Il ne peut empêcher l'élimination des siens à la suite d'une défaite sur la plus petite des marges.
En janvier 2013, Johny signe au Stade de Reims pour combler le départ temporaire de Kossi Agassa à la CAN. Libre à l'été 2016, il revient s'entraîner au Havre dans l'attente d'un nouveau challenge. En janvier 2017, il est mis à l'essai par l'En Avant Guingamp qui cherche un remplaçant à Romain Salin, son deuxième gardien blessé au coude. Il y paraphe un contrat de 6 mois le 16 février. 
En 2021, après une saison en Angleterre puis deux en Bulgarie, il signe en Corse, au SC Bastia. 
Le 3 Juin 2023, il resigne un nouveau contrat de 2 ans (jusqu'en 2025) avec le Sporting Club bastiais. 

## Statistiques
| Saison                | Club                  | Championnat           | Championnat | Championnat | Coupe nationale | Coupe nationale | Coupe de la Ligue | Coupe de la Ligue | Total | Total |
| Saison                | Club                  | Division              | M.          | B.          | M.              | B.              | M.                | B.                | M.    | B.    |
| 2007-2008             | Le Havre AC           | Ligue 2               | -           | -           | 1               | 0               | -                 | -                 | 1     | 0     |
| 2008-2009             | Le Havre AC           | Ligue 1               | 4           | 0           | 2               | 0               | 2                 | 0                 | 8     | 0     |
| 2009-2010             | Le Havre AC           | Ligue 2               | 30          | 0           | 0               | 0               | 1                 | 0                 | 31    | 0     |
| 2010-2011             | Le Havre AC           | Ligue 2               | 34          | 0           | 0               | 0               | 1                 | 0                 | 35    | 0     |
| 2011-2012             | Le Havre AC           | Ligue 2               | 23          | 0           | 4               | 0               | 1                 | 0                 | 28    | 0     |
| 2012-2013             | Le Havre AC           | Ligue 2               | 6           | 0           | -               | -               | 0                 | 0                 | 6     | 0     |
| Sous-total            | Sous-total            | Sous-total            | 97          | 0           | 7               | 0               | 5                 | 0                 | 109   | 0     |
| 2012-2013             | Stade de Reims        | Ligue 1               | 4           | 0           | 1               | 0               | -                 | -                 | 5     | 0     |
| 2013-2014             | Stade de Reims        | Ligue 1               | 4           | 0           | 1               | 0               | 2                 | 0                 | 7     | 0     |
| 2014-2015             | Stade de Reims        | Ligue 1               | 22          | 0           | -               | -               | -                 | -                 | 22    | 0     |
| 2015-2016             | Stade de Reims        | Ligue 1               | 19          | 0           | -               | -               | -                 | -                 | 19    | 0     |
| Sous-total            | Sous-total            | Sous-total            | 49          | 0           | 2               | 0               | 2                 | 0                 | 53    | 0     |
| 2016-2017             | En Avant de Guingamp  | Ligue 1               | -           | -           | -               | -               | -                 | -                 | 0     | 0     |
| 2017-2018             | Oldham Athletic       | League One            | 36          | 0           | 6               | 0               | -                 | -                 | 42    | 0     |
| 2019-2020             | FK Tsarsko Selo Sofia | Prva Liga             | 18          | 0           | 2               | 0               | -                 | -                 | 20    | 0     |
| 2020-2021             | FK Tsarsko Selo Sofia | Prva Liga             | 28          | 0           | -               | -               | -                 | -                 | 28    | 0     |
| Sous-total            | Sous-total            | Sous-total            | 46          | 0           | 2               | 0               | -                 | -                 | 48    | 0     |
| 2021-2022             | SC Bastia             | Ligue 2               | 16          | 0           | 6               | 0               | -                 | -                 | 22    | 0     |
| 2022-2023             | SC Bastia             | Ligue 2               | 33          | 0           | -               | -               | -                 | -                 | 33    | 0     |
| 2023-2024             | SC Bastia             | Ligue 2               | 32          | 0           | -               | -               | -                 | -                 | 32    | 0     |
| 2024-2025             | SC Bastia             | Ligue 2               | 34          | 0           | -               | -               | -                 | -                 | 34    | 0     |
| 2025-2026             | SC Bastia             | Ligue 2               | 1           | 0           | -               | -               | -                 | -                 | 1     | 0     |
| Sous-total            | Sous-total            | Sous-total            | 116         | 0           | 6               | 0               | -                 | -                 | 122   | 0     |
| Total sur la carrière | Total sur la carrière | Total sur la carrière | 344         | 0           | 23              | 0               | 7                 | 0                 | 374   | 0     |